# Ben Emelogu
Benjamin Anyahukeya Emelogu II, detto Ben (Dallas, 24 novembre 1994), è un ex cestista statunitense con cittadinanza nigeriana.

## Carriera
Con la Nigeria ha disputato i Campionati africani del 2021.